# Teodoro Bacani

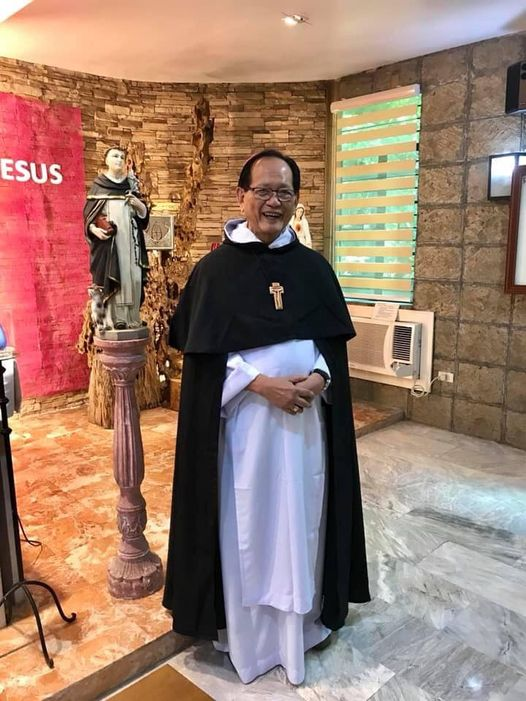
Teodoro Cruz Bacani Jr. (2019)

Teodoro Cruz Bacani Jr. (* 16. Januar 1940 in Tuyo, Balanga, Bataan) ist ein philippinischer Geistlicher und emeritierter römisch-katholischer Bischof von Novaliches.

## Leben
Teodoro C. Bacani besuchte das Instituto de Mujeres (Roseville College) in Manila und das Letran College (Colegio de San Juan de Letran). Sein philosophisches und theologisches Studium schloss er am San Jose Seminary in Quezon City ab, empfing am 21. Dezember 1965 in der Kathedrale von Manila die Priesterweihe und wurde in den Klerus des Bistums Iba inkardiniert. Nach der Priesterweihe absolvierte er von 1968 bis 1971 ein theologisch-dogmatisches Doktoratsstudium an der Päpstlichen Universität Heiliger Thomas von Aquin (Angelicum) ab.
Anschließend hatte er verschiedenste Positionen inne: Vize-Gemeinde der Gemeinde San Antonio, Zambales (1966–1968), Vize-Gemeinde der Gemeinde San Narciso, Zambales (1971–1976), Diözesandirektor der Katechese, Zambales (Iba) (1971–1984), Pastor und Direktor der "St. James"-Schule, Zambales (1976–1979), Professor für Theologie am San Carlos Seminar, Manila (1979), Professor für Theologie an der Loyola School of Theology, Manila (1980–1984), Dekan der Theologischen Fakultät am San Carlos Seminar, Manila (1982–1983) und Berater für Theologie der Erzdiözese Manila (seit 1982).
Papst Johannes Paul II. ernannte ihn am 6. März 1984 zum Titularbischof von Gauriana und zum Weihbischof in Manila. Der Apostolische Nuntius auf den Philippinen, Bruno Torpigliani, spendete ihm am 12. April desselben Jahres in der Kathedrale von Manila die Bischofsweihe; Mitkonsekratoren waren Amado Paulino y Hernandez, Weihbischof in Manila, und Paciano Basilio Aniceto, Bischof von Iba.
Am 7. Dezember 2002 wurde er zum Bischof von Novaliches ernannt und am 16. Januar des nächsten Jahres in das Amt eingeführt. Von seinem Amt trat er am 25. November 2003 zurück.